# Измайлово (Ленинский район)
Измайлово — посёлок городского типа (до 2019 года — посёлок сельского типа) в Ленинском городском округе Московской области России.

## География
Находится в 700 метрах к югу от МКАД и примерно в 3 км к северо-западу от центра города Видного. Ближайшие населённые пункты — посёлок Дубровский, село Булатниково, деревни Жабкино, Спасское и Спасские Выселки. С юга протекает река Битца, на которой устроен большой Булатниковский пруд. В 600 метрах к востоку находится платформа Булатниково Павелецкого направления МЖД. Имеются типовые многоквартирные дома и частная застройка.

## История
Ранее носил название Губцово, Троицкое на Обитце, Троицкое. В XVII веке село принадлежало роду Леонтьевых. В 1694 году в селе имелась церковь Святой Троицы. В первой половине XVIII века село принадлежало М. Г. Головкину. 
В 1736—1745 годах на его средства на месте сгоревшей деревянной церкви был построен небольшой каменный храм, сохранившийся до наших дней. Во второй половине XVIII века селом владели Полуектовы. В XIX веке село Троицкое принадлежало Е. Н. Леонтьевой, Е. Е. Неофитовой, П. П. Прокину, И. Н. Березовскому.
До 2006 года Измайлово являлось административным центром Булатниковского сельского округа Ленинского района, а с 2006 до 2019 года в рамках организации местного самоуправления было центром Булатниковского сельского поселения Ленинского муниципального района.
Постановлением губернатора Московской области от 27 июня 2019 года посёлок (сельского типа) был наделён статусом посёлка городского типа районного подчинения (рабочего посёлка).
С 2019 года входит в Ленинский городской округ.

## Население
| 2002 | 2006  | 2010  | 2021  | 2023  | 2024  |
| ---- | ----- | ----- | ----- | ----- | ----- |
| 1685 | ↘1639 | ↘1593 | ↘1505 | ↗1590 | ↗1631 |

Согласно Всероссийской переписи, в 2002 году в посёлке проживало 1685 человек (743 мужчины и 942 женщины). Согласно Всероссийской переписи, в 2010 году в посёлке проживало 1593 человек.

## Инфраструктура
- Дороги Видное—Битца и МКАД—Расторгуеское шоссе
- Измайловская средняя общеобразовательная школа.

## Достопримечательности
- Троицкая церковь, построенная в 1736—1745 годах в стиле аннинское барокко. Перестраивалась в 1770-х и 1880-х годах[4]. В советское время церковь закрывали. В 1990-е года в храме были возобновлены богослужения. Проведены ремонтно-восстановительные работы[3].
- Усадьба «Троицкое». Усадебный дом построен в начале XX века[11]. Ныне находится в заброшенном состоянии. Сохранился усадебный парк.